# Vladi Cachai
Vladimir Andrés Muñoz Herrera, más conocido como Vladi Cachai (Valparaíso, 9 de junio de 1983), es un productor musical e ingeniero de mezclas chileno. Ha trabajado con artistas como Nacho (cantante), Don Omar, Gloria Trevi, Justin Quiles, Alcover, Maffio, Paloma Mami, entre muchos otros. Así mismo, ha participado con sus producciones en la televisión y eventos como la Teletón, Pepsi, la Copa América 2011 (TVN), entre otros.

## Carrera
Durante su carrera temprana trabajó junto a Dj Méndez produciendo varios temas del disco Made in Chile (2010) y con los que obtuvo el reconocimiento de Disco de Oro. Entre estos están «Josephine», «Playing with fire» y «Mi Chile»,  este último lanzado en la clausura de la Teletón del 2010 en el Estadio Nacional y fue elegida como canción principal para la Copa América 2011 en TVN.
Ha colaborado con artistas como Don Omar donde produjo el remix de la canción Taboo. También coprodujo junto a Alcover el sencillo «Grande» de Gloria Trevi y Mónica Naranjo. De la mano del cantante venezolano Nacho, participa como ingeniero de grabación del disco UNO, donde obtiene Placa de Platino. Así mismo, trabajó en Miami con Alcover, el productor de Danza Kuduro, junto al sello We Loud, en donde produjo canciones para artistas internacionales. Sumado a estos nombres, se destaca su trabajo con Paloma Mami, con quien grabó «Don’t Talk About Me», logrando un Disco de Oro en Estados Unidos y Chile y Disco de Platino con la canción «Mami», participando como Ingeniero de Grabación. 
En cuanto a sus producciones para la televisión se destacan la producción musical del docureality Los Méndez. Adicionalmente, produjo el tema principal de la teleserie de Televisión Nacional de Chile Un Diablo con Ángel, la versión de «Todos juntos» de Los Jaivas para el área deportiva del medio Mega y la cortina para la sección del tiempo del mismo canal.
Vladimir también creó su propio sello independiente «Brodasbeats». En donde la canción «Caribe» de DW y Solo di Medina obtuvo el puesto #1 en Chile, estando en el Top 10 de Spotify, Shazam y iTunes.
Durante el 2020 Vladimir es el coproductor «Money» y «Fumando Marijuana» junto a Maffio. Produjo «Yo bailo» con Power Peralta y «Ya lo verás» con Alcover, Adriel Favela y Bryant Myers. Por otro lado, cuenta con varios proyectos, entre los que destacan su disco debut, del cual ya tiene trabajo adelantado con Papayo, K-Many Marley, Pitbull (Cantante), Alcover, entre otros. Terminando el año 2020, se unió al roster de la agencia de management Peace Music Management, en donde también hace parte Javiera Mena, Eduardo Cabra, Superlitio, entre otros.

## Proyecto Personal
Desde el 2020, Vladi Cachai decidió reinventar su imagen como productor incursionando como artista y realizando su primer sencillo "Brillar" de la mano de su socio y amigo Duran. De la misma manera, Vladi continuó realizando música en el 2021, año en el cual consolidó su imagen como artista en la escena urbana de la región latinoamericana. Entre los lanzamientos destacados desde aquel momento podemos mencionar "Brodasbeats" de la mano de su hermano DW y "Crazy" en colaboración con Duran y DW. Como colaboraciones participó en "Múevelo" de la mano de Duran y Valeria Cid y "Vamo' a Crecer" junto a Durán y Drago200.
- 2021: «Brodasbeats», Ft. DW
- 2021: «Crazy», Ft. DW, Duran
- 2021: «Vamo' a Crecer», Ft. Drago200, Duran

## Producciones y Discografía

### Lista de álbumes producidos
- 2010: Made in Chile, junto a DJ Méndez

### Sencillos producidos
- 2010: «Taboo», Don Omar
- 2019: «Don't Talk About Me», Paloma Mami
- 2019: «Culpable», Tutto Durán
- 2020: «Grande», Gloria Trevi y Mónica Naranjo[12]
- 2020: «Money», Maffio (coproductor)
- 2020: «Fumando Marijuana», Maffio (coproductor)
- 2020: «Yo bailo», Power Peralta
- 2020: «Ya lo verás», Alcover, Adrián Favela y Bryant Myers
- 2021: «Taboo Remix», Don Omar
- 2021: «Dos - Vladi Cachai Remix», Javiera Mena[13][14]

### Producciones para televisión
- 2012: Docureality Los Mendez
- 2012: Himno de la Teletón junto a Don Francisco
- 2017: Un diablo con ángel tema principal de la teleserie TVN
- 2017: Todos juntos versión de Los Jaivas para el área deportiva de Mega
- 2020: ¿Y por qué no una Pepsi Zero? #PepsiMami - Advertisement para Pepsi Chile

## Reconocimientos
- 2010:Made in Chile - DJ Méndez, Disco de Oro como Productor.
- 2019:Don't Talk About Me - Paloma Mami, Disco de Oro en Estados Unidos, Chile como Productor.
- 2019:Mami - Paloma Mami, Disco de Platino como Ingeniero de Grabación.
- 2019:UNO - Nacho (cantante), Disco de Platino como Ingeniero de Grabación.